# Gare de Wambrechies
Gare de Wambrechies vasútállomás Franciaországban, Wambrechies településen.

## Vasútvonalak
Az állomást az alábbi vasútvonalak érintik:
- La Madeleine-Comines-France-vasútvonal

## Kapcsolódó állomások
A vasútállomáshoz az alábbi állomások vannak a legközelebb:
- Gare de Marquette
- Gare de Quesnoy-sur-Deûle